# Comuna de Skierbieszów
Skierbieszów (polaco: Gmina Skierbieszów) é uma gminy (comuna) na Polónia, na voivodia de Lublin e no condado de Zamojski. A sede do condado é a cidade de Skierbieszów.
De acordo com os censos de 2004, a comuna tem 5938 habitantes, com uma densidade 40,8 hab/km².

## Área
Estende-se por uma área de 139,17 km², incluindo:
- área agricola: 80%
- área florestal: 14%

## Demografia
Dados de 30 de Junho 2004:
|                      | Total   | Total | Mulheres | Mulheres | Homens  | Homens |
| -------------------- | ------- | ----- | -------- | -------- | ------- | ------ |
|                      | pessoas | %     | pessoas  | %        | pessoas | %      |
| População            | 5938    | 100   | 2842     | 50       | 2839    | 50     |
| Densidade (pop./km²) | 40,8    | 100   | 20,4     | 20,4     | 20,4    | 20,4   |

De acordo com dados de 2002, o rendimento médio per capita ascendia a 1281,17 zł.

## Subdivisões
- Dębowiec, Dębowiec-Kolonia, Drewniki, Hajowniki, Huszczka Duża, Huszczka Mała, Iłowiec, Kalinówka, Łaziska, Majdan Skierbieszowski, Marcinówka, Nowa Lipina, Osiczyna, Podhuszczka, Podwysokie, Sady, Skierbieszów, Skierbieszów-Kolonia, Sławęcin, Stara Lipina, Suchodębie, Sulmice, Szorcówka, Wiszenki, Wiszenki-Kolonia, Wysokie Drugie, Wysokie Pierwsze, Zabytów, Zawoda, Zrąb-Kolonia.

## Comunas vizinhas
- Grabowiec, Izbica, Kraśniczyn, Sitno, Stary Zamość, Zamość